# Rumpler Tropfenwagen

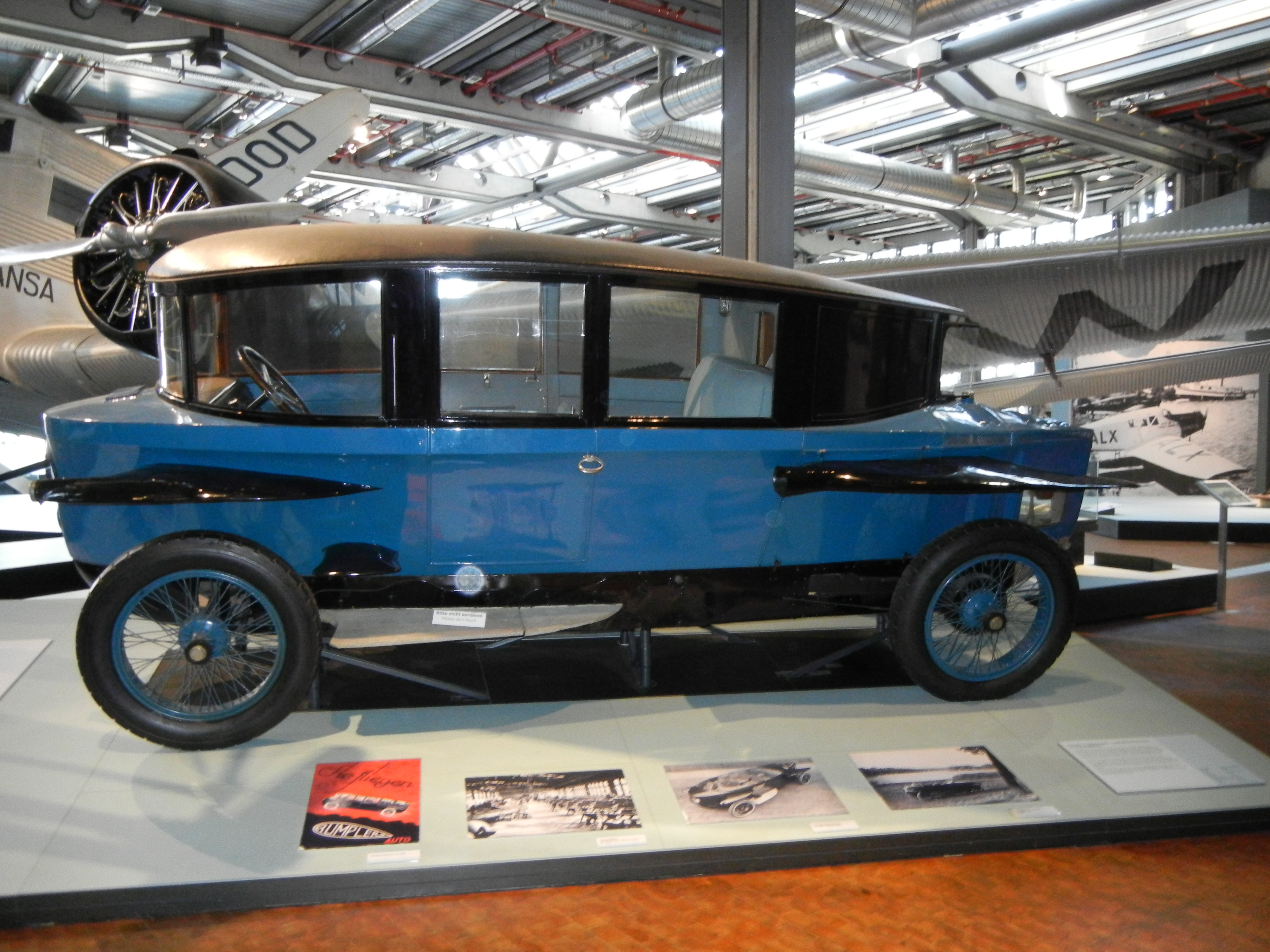
Rumpler-Tropfenwagen 4A106 Vista lateral

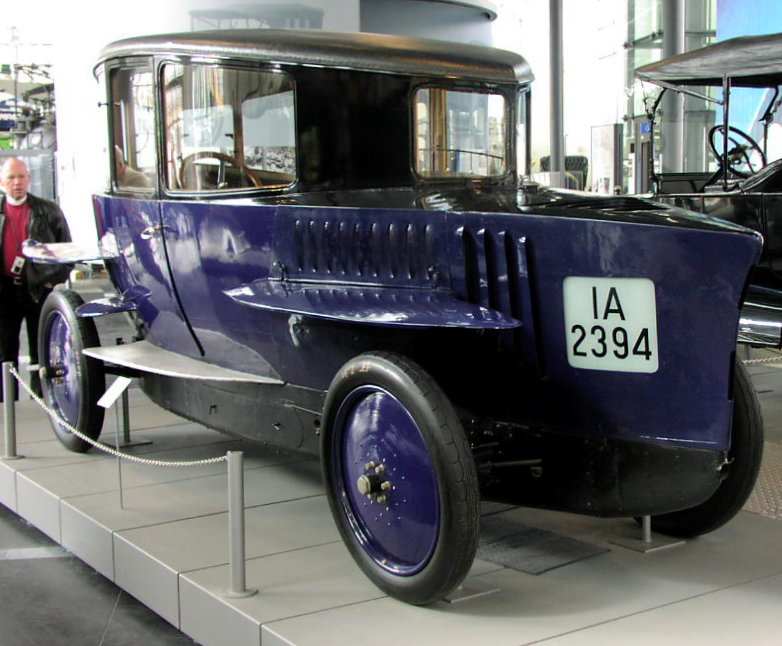
Vista posterior; Rumpler Tropfenwagen conservado en el Deutsches Museum de Munich

El Rumpler Tropfenwagen (literalemente el "Coche-gota Rumpler") fue un automóvil desarrollado por el ingeniero austriaco Edmund Rumpler cuyo nombre hacía referencia a su característico aspecto en forma de gota.

## Historia
Tras la firma del tratado de paz de Versalles, Alemania se vio obligada a suspender la producción de aeronaves propulsadas a motor. El reputado diseñador aeronáutico austriaco Edmund Rumpler incorporó entonces su experiencia al desarrollo de un automóvil, presentando el Tropfenwagen en el Salón del Automóvil de Berlín de 1921. 
Se trataba del primer coche de producción con línea aerodinámica, precediendo a los Chrysler Airflow y Tatra T77. El coeficiente aerodinámico del Tropfenwagen es excelente aún hoy, con un CX de solo 0,28 medido en 1979 en el túnel de viento de Volkswagen, una medida que ha dejado atónitos a generaciones de ingenieros y que mejora el de muchos vehículos de serie actuales. Comparativamente, los vehículos de serie más aerodinámicos jamás comercializados como el Toyota Prius o Opel Calibra han estado en el entorno del 0,26 en sus versiones más aerodinámicas. En cambio un Fiat Balilla de mediados de los años 30 tenía un CX de 0,60.
Para permitir la forma aerodinámica, el Tropfenwagen recurrió por primera vez al uso de cristales curvos -en un solo plano- en un vehículo de serie, con el parabrisas y las ventanas laterales significativamente curvadas.
El coche montó inicialmente un propulsor Siemens-Halske de seis cilindros en W, con tres bancadas de cilindros paralelos acoplados a un cigüeñal común y válvulas en culata que con una cilindrada de 2.310 cc entregaba una potencia de 36 caballos (26,8 kW). El motor formaba junto con la caja de cambios y el diferencial un transeje dispuesto por delante del tren trasero en posición central-trasera. Dado el peso del conjunto, este iba fijado sólidamente al chasis formando parte de la masa suspendida, por lo que para permitir el movimiento de las ruedas, Rumpler utilizó el sistema de suspensión independiente que él mismo había patentado en 1903; la suspensión por ejes oscilantes.
Este tipo de suspensión se caracteriza por el uso de semiejes que oscilan libremente respecto del diferencial mediante una junta cardánica, cubiertos por un brazo hueco -el mangón o "trompeta"- que se acopla perpendicularmente al cubo de la rueda, sin ninguna articulación. Las ruedas describen por tanto un arco en torno al diferencial a lo largo del recorrido de la suspensión, modificando notablemente el ángulo de caída.  Como resorte se emplearon ballestas longitudinales en voladizo, mientras que el tren delantero utilizaba un eje rígido convencional suspendido de un ballestón transversal.
Con capacidad para hasta cinco pasajeros, todos iban sentados entre los ejes, obteniendo así la máxima comodidad, mientras que el conductor iba delante para maximizar la visibilidad.
A partir de 1923 se añadieron dos asientos plegables "rumble seats" -o ahí te pudras en español- según la costumbre de la época
El motor en W, constante fuente de problemas de refrigeración, recibió en 1922 un aumento de cilindrada hasta los 2.580 cm³ con lo que la velocidad punta, pese a sus 1.361 kg de peso (3,000 lb) alcanzaba la respetable cifra de 105 km/h. Este rendimiento llamó la atención de Hans Nibel, ingeniero jefe de Benz & Cie quien instó a la marca a hacerse con los derechos de las patentes, concibiendo  los vehículos de competición "Benz RH Teardrop"  (por  Rennwagen-Heckmotor), -Tropfenwagens construidos probablemente utilizando componentes Rumpler-. Auto Union posteriormente se basaría también en el diseño de Rumpler para sus propios vehículos de competición "P-wagen" -Porsche type 22-, con motor central-trasero y suspensión por ejes oscilantes construidos en parte por ingenieros de Rumpler bajo la supervisión de Ferdinand Porsche.
En 1924, Rumpler presentó bajo la denominación 4A106 un Tropfenwagen de carretera con motor Benz de cuatro cilindros en línea y 2.614 cc en el que la potencia alcanzaba los 50 HP (37,3 kW), elevando la velocidad punta hasta los 115 km/h. El cambio de grupo propulsor propició un aumento de la batalla, lo que permitió acomodar hasta seis o siete pasajeros.
Sin embargo las ventas decepcionantes y las pérdidas crecientes dirigieron a Benz a abandonar el proyecto.
Pese a ser un automóvil adelantado su tiempo, sus ventas fueron pobres, con una producción estimada de no más de 100 ejemplares. 
Las ventas estuvieron lastradas por problemas técnicos (refrigeración en el motor trasero W6 y eje delantero mal diseñado) y sobre todo por el aspecto del vehículo y la ausencia de un compartimento de equipaje. 
Los últimos ejemplares se produjeron en 1925, vendiendose parte de la producción a precio muy bajo para su servicio como taxis en Berlín, donde su interior diáfano y acceso elevado jugaban a su favor. Dos de estos últimos tropfenwagens se vendieron a Fritz Lang para su aparición en la película Metrópolis, en la que uno de ellos acababa incendiado. 
Su legado ha llegado prácticamente a nuestros días. Sus soluciones técnicas, en particular la suspensión trasera que hacía posible fijar sólidamente el diferencial al chasis fue empleada por Mercedes-Benz durante más de 30 años y se sigue utilizando a día de hoy en los vehículos pesados Tatra. Por otra parte la disposición de su mecánica central trasera se utiliza muchos vehículos deportivos actuales e inspiró sin duda al Mercedes 150H (W30) y a los microcoches Standard superior y Maikäfer de Josef Ganz. Una disposición similar pero con el motor colgado detrás del tren trasero, fue utilizada por el Tatra T77 y los Mercedes-Benz Heckmotor 130H (W23) y 170H (W28), antecedentes del Volkswagen Escarabajo.
Solo dos ejemplos conocidos sobreviven, uno en el Deutsches Technikmuseum de Berlín y otro, entregado por el propio Edmund Rumpler, en el Deutsches Museum-Verkehrszentrum de Múnich.